# Les Trophées de la comédie musicale 2017
La 1re cérémonie des Trophées de la Comédie Musicale s'est déroulée le 18 juin 2017 à Paris au Théâtre Trévise et a récompensé les comédies musicales françaises, produites dans l'année. Les parrains de la cérémonie sont Anaïs Delva et Andy Cocq.
Les nominations ont été annoncées le 22 mai 2017,.

## Palmarès
- Trophée de la comédie musicale
  - Oliver Twist, le musical

- Trophée du public
  - Résiste

- Trophée de la revue musicale
  - Les Franglaises – Le Viens-Retour

- Trophée de la reprise de comédie musicale
  - Les Fiancés de Loches

- Trophée de la comédie musicale jeune public
  - I Love Perrault (ex æquo)
  - Petit Ours Brun – Le spectacle ! (ex æquo)

- Trophées d’honneur
  - 42nd Street au Théâtre du Châtelet
  - Les Funambules

- Trophée de l’artiste interprète féminine
  - Prisca Demarez dans Oliver Twist, le musical

- Trophée de l’artiste interprète masculin
  - David Alexis dans Priscilla, folle du désert, la comédie musicale

- Trophée de l'artiste révélation féminine
  - Charlotte Ruby dans La Poupée sanglante

- Trophée de l'artiste révélation masculine
  - Alexandre Jérôme dans La Poupée sanglante (ex æquo)
  - Nicolas Motet dans Oliver Twist, le musical (ex æquo)

- Trophée de la mise en scène de comédie musicale
  - Ladislas Chollat pour Oliver Twist, le musical

- Trophée du livret de comédie musicale
  - Gaétan Borg et Stéphane Laporte pour 31 – Comédie (musicale)

- Trophée de la partition de comédie musicale
  - Shay Alon et Christopher Delarue pour Oliver Twist, le musical

- Trophée de la chorégraphie de comédie musicale
  - Malik le Nost pour Saturday Night Fever – Le spectacle musical

- Trophée de la scénographie
  - Nathalie Cabrol, Emmanuelle Roy, Alban Sauvé et Jean-Daniel Vuillermoz pour Oliver Twist, le musical